# Jaromír Johanes
Jaromír Johanes (* 21. August 1933 in Dobrá nad Sázavou) ist ein ehemaliger tschechoslowakischer Diplomat und Außenminister.

## Leben
Jaromír Johanes wuchs in einer Arbeiterfamilie auf. Er beendete den Besuch eines Gymnasiums 1951; danach studierte er einige Semester an der Wirtschaftsuniversität Prag und setzte sein Studium von 1952 bis 1958 als einer der ersten tschechoslowakischen Studenten am Staatlichen Moskauer Institut für Internationale Beziehungen (MGIMO) in Moskau fort. Das Studium an dieser Eliteschule beendete er 1958. 1956 wurde er Mitglied der KPTsch. Nach dem Studiumabschluss in Moskau arbeitete er als Pressereferent im Außenministerium in Prag. 1964 wurde Johanes als Attaché nach London geschickt. Er war kurze Zeit als Berater im Außenministerium tätig, danach Generalkonsul in Sydney (1969–1971), Botschafter in Kanada (1974–1976) und in den USA (1976–1982). Bei verschiedenen Angelegenheiten vertrat er die Tschechoslowakei in der UNO.
Im Februar 1982 wurde Jaromír Johanes zum stellvertretenden und dann zum Ersten stellvertretenden Außenminister ernannt, vom 12. Oktober 1988 bis zum 10. Dezember 1989 war er Außenminister. Kurz vor seinem Rücktritt nach der Samtenen Revolution von 1989 schlug er der Regierung noch vor, die Botschafter bei den 21 wichtigsten internationalen Partnern seines Landes auszutauschen. Sein Nachfolger im Amt, der frühere Dissident Jiří Dienstbier, setzte danach den Wechsel in der tschechoslowakischen Außenpolitik und im Wechsel des Diplomatencorps radikal fort.
In der kommunistischen Partei übte Johanes einige Funktionen auf mittlerer Ebene aus. Er war Lektor des Zentralkomitees der KPTsch und Mitglied der Kommission des Zentralkomitees für die Außenpolitik.
Nach 1989 arbeitete Johanes weiterhin im Außenministerium. 1991 wurde er Botschafter in der Türkei (bis 1994), danach zog er sich aus der Politik zurück.